# I’m Cryin’
Az I’m Cryin’ című dal Shanice amerikai énekesnő második kimásolt kislemeze az Inner Child című albumról. A dal nem volt túl sikeres, csupán az amerikai Billboard Hot R&B / Hip-Hop lista 11. helyéig jutott.

## Megjelenések
7"  Egyesült Királyság Motown – 860 006-7
- A I’m Cryin’ (Radio Edit)	3:46
- B I’m Cryin’ (Instrumental)	5:02

## Slágerlista
| Slágerlista (1992)    | Legjobb helyezés |
| --------------------- | ---------------- |
| Hot R&B/Hip-Hop Songs | 11               |